# Doncourt-sur-Meuse
Doncourt-sur-Meuse és un municipi francès situat al departament de l'Alt Marne i a la regió del Gran Est. L'any 2007 tenia 52 habitants.

## Demografia

### Població
El 2007 la població de fet de Doncourt-sur-Meuse era de 52 persones. Hi havia 20 famílies de les quals 4 eren unipersonals (4 dones vivint soles i 4 dones vivint soles), 4 parelles sense fills i 12 parelles amb fills.
La població ha evolucionat segons el següent gràfic:
Habitants censats

### Habitatges
El 2007 hi havia 30 habitatges, 19 eren l'habitatge principal de la família i 11 eren segones residències. Tots els 30 habitatges eren cases. Tots els 19 habitatges principals que hi havia estaven ocupats pels seus propietaris; 1 tenia una cambra, 3 en tenien tres, 3 en tenien quatre i 12 en tenien cinc o més. 10 habitatges disposaven pel capbaix d'una plaça de pàrquing. A 12 habitatges hi havia un automòbil i a 6 n'hi havia dos o més.

### Piràmide de població
La piràmide de població per edats i sexe el 2009 era:
| Homes | Edats   | Dones |
| ----- | ------- | ----- |
| 0     | 95 o +  | 0     |
| 0     | 90 a 94 | 0     |
| 0     | 85 a 89 | 4     |
| 0     | 80 a 84 | 0     |
| 4     | 75 a 79 | 0     |
| 0     | 70 a 74 | 0     |
| 4     | 65 a 69 | 8     |
| 0     | 60 a 64 | 0     |
| 0     | 55 a 59 | 0     |
| 0     | 50 a 54 | 0     |
| 0     | 45 a 49 | 4     |
| 4     | 40 a 44 | 0     |
| 0     | 35 a 39 | 0     |
| 4     | 30 a 34 | 0     |
| 0     | 25 a 29 | 0     |
| 0     | 20 a 24 | 0     |
| 0     | 15 a 19 | 0     |
| 0     | 10 a 14 | 4     |
| 0     | 5 a 9   | 0     |
| 0     | 0 a 4   | 0     |

## Economia
El 2007 la població en edat de treballar era de 24 persones, 17 eren actives i 7 eren inactives. De les 17 persones actives 16 estaven ocupades (10 homes i 6 dones) i 1 aturada (1 home). De les 7 persones inactives 3 estaven jubilades i 4 estaven classificades com a «altres inactius».
Activitats econòmiques
L'any 2000 a Doncourt-sur-Meuse hi havia 3 explotacions agrícoles.

## Poblacions més properes
El següent diagrama mostra les poblacions més properes.